# سزار نای
سزار نای (انگلیسی: Cesare Nay; ۲۲ اکتبر ۱۹۲۵ – ۸ اوت ۱۹۹۴) بازیکن فوتبال اهل ایتالیا بود.
از باشگاه‌هایی که در آن بازی کرده‌است می‌توان به باشگاه فوتبال یوونتوس، باشگاه فوتبال تریستیانا، باشگاه فوتبال اسپتزیا، و باشگاه فوتبال تورینو اشاره کرد.